# Daniel Theorin
Daniel Theorin (* 4. August 1983 in Härnösand, Schweden) ist ein ehemaliger schwedischer Fußballspieler. Der Defensivspieler bestritt seine Karriere in Schweden und Norwegen.

## Werdegang

### Karrierestart im unterklassigen Bereich
Theorin begann mit dem Fußballspielen beim Amateurklub IF Älgarna, für den er auch in der Männermannschaft debütierte. Sein Talent wurde von GIF Sundsvall entdeckt und der Verein holte ihn 1999 in seine Jugendabteilung. 2001 wurde er an den Drittligisten Selånger FK ausgeliehen, um Spielpraxis zu sammeln. Nach einem Jahr kehrte der Defensivspieler zurück zu GIF Sundsvall, kam aber ausschließlich in der Reserve zum Einsatz. Daher ging er zurück in die dritte Liga und wechselte zu IFK Timrå. Beim in der Division 2 Norrland antretenden Verein wurde er Mannschaftskapitän und erreichte mit ihm den achten Tabellenplatz.
Nach nur einer Spielzeit verpflichtete Friska Viljor FC Theorin. Die Mannschaft war als Staffelsieger in die Zweitklassigkeit aufgestiegen und nicht zuletzt mit seinen Leistungen in den direkten Duellen hatte Theorin die Vereinsverantwortlichen überzeugt. In seinem ersten Jahr im schwedischen Profifußball kam Theorin in mehr als zwei Dritteln der Saisonspiele zum Einsatz. Dennoch konnte er nicht den direkten Wiederabstieg des Liganeulings verhindern, so dass er am Ende der Saison den Klub verließ.

### Norwegen und Rückkehr nach Schweden
Theorin wechselte nach Norwegen zu Lyn Oslo. Beim von seinem Landsmann Magnus Johansson betreuten Klub etablierte er sich zeitweise in der Stammformation, so dass in seiner ersten Spielzeit 17 Ligaeinsätze zu Buche standen. Dabei erzielte er beim 1:0-Erfolg über Lillestrøm SK im Juli 2005 sein erstes Tor in der Tippeligaen und trug somit zum Erreichen des dritten Tabellenranges und damit der Qualifikation zur Royal League bei. An der Seite von Steven Lustü, Henrik Dahl, Tommy Berntsen und Lars Kristian Eriksen stand er auch in seinem zweiten Jahr in Norwegen in insgesamt 15 Spielen in der Startelf.
2007 kehrte Theorin nach Schweden zurück und unterschrieb einen Drei-Jahres-Vertrag bei Malmö FF. Am 7. April 2007 feierte er sein Debüt in der Allsvenskan, als er im Spiel gegen IF Elfsborg für Jimmy Dixon eingewechselt wurde. Trainer Sören Åkeby setzte jedoch nicht auf ihn, so dass dies sein einziger Einsatz im weiteren Saisonverlauf für MFF blieb. Im Sommer wurde er daher an den Zweitligisten Landskrona BoIS verliehen, um Spielpraxis zu sammeln. Zur Spielzeit 2008 kehrte Theorin zu MFF zurück, kam aber unter dem neuen Trainer Roland Nilsson bis zum Sommer in der Allsvenskan nicht zum Einsatz.
Im Sommer 2008 wechselte Theorin erneut den Klub. Neuer Arbeitgeber wurde der Ligakonkurrent Gefle IF, bei dem er einen Kontrakt mit zweieinhalb Jahren Laufzeit unterzeichnete. An der Seite von Andreas Dahlén, Jonatan Berg, Yannick Bapupa und Jonas Lantto etablierte er sich in der Defensive des Vereins aus Gästrikland, der sich erstmals längerfristig in der Allsvenskan halten konnte. Nachdem sich die Mannschaft am Ende der Spielzeit 2010 erst in der Relegation den Klassenerhalt gesichert hatte, trug er mit vier Toren in der folgenden Spielzeit zu einem frühzeitigen Klassenerhalt und dem Erreichen des neunten Tabellenplatzes bei. Dennoch verließ er kurz nach Saisonende den Klub und heuerte beim Zweitligisten Hammarby IF an. In Stockholm unterzeichnete er einen Drei-Jahres-Vertrag. Als Tabellenvierter bzw. -fünfter verpasste er mit der Mannschaft knapp die Rückkehr des Klubs in die Allsvenskan.
Im Jahr 2015 trat Theorin dem schwedischen Verein IK Frej bei, wo er bis 2017 spielte. Er hatte da allerdings keine Tore geschlossen. In 2017 gab er sein Karriereende bekannt.